# Après le bain, femme s'essuyant
Après le bain, femme s'essuyant est un pastel du peintre français Edgar Degas, réalisé entre 1890 et 1895 et conservé à la National Gallery de Londres, depuis 1959. L'œuvre fait partie d'une série de dessins, d'esquisses préliminaires et d'œuvres réalisées au pastel et à l'huile par Degas, de cette période, qui représentent des femmes se baignant.

## Description
L'œuvre représente une femme assise sur des serviettes blanches réparties sur une chaise en osier, le dos tourné vers le spectateur. Son corps est arqué et légèrement tordu, créant une tension dans son dos, accentuée par la ligne profonde de sa colonne vertébrale. Une main sèche le cou avec une serviette, probablement après être sortie de la baignoire, dans le coin de la pièce. L'autre bras est en appui sur le dos de la chaise. L'espace est défini par les lignes verticales et diagonales où le sol et les murs se rejoignent.
Le dessin a été réalisé sur plusieurs feuilles de papier montées sur carton. Degas a peut-être commencé par une composition plus petite qu'il a étendue en travaillant, nécessitant plus de papier. Le pastel très travaillé crée des textures profondes et des contours flous, soulignant le mouvement du personnage. L'œuvre mesure 103,5 × 98,5 cm.

Œuvres similaires
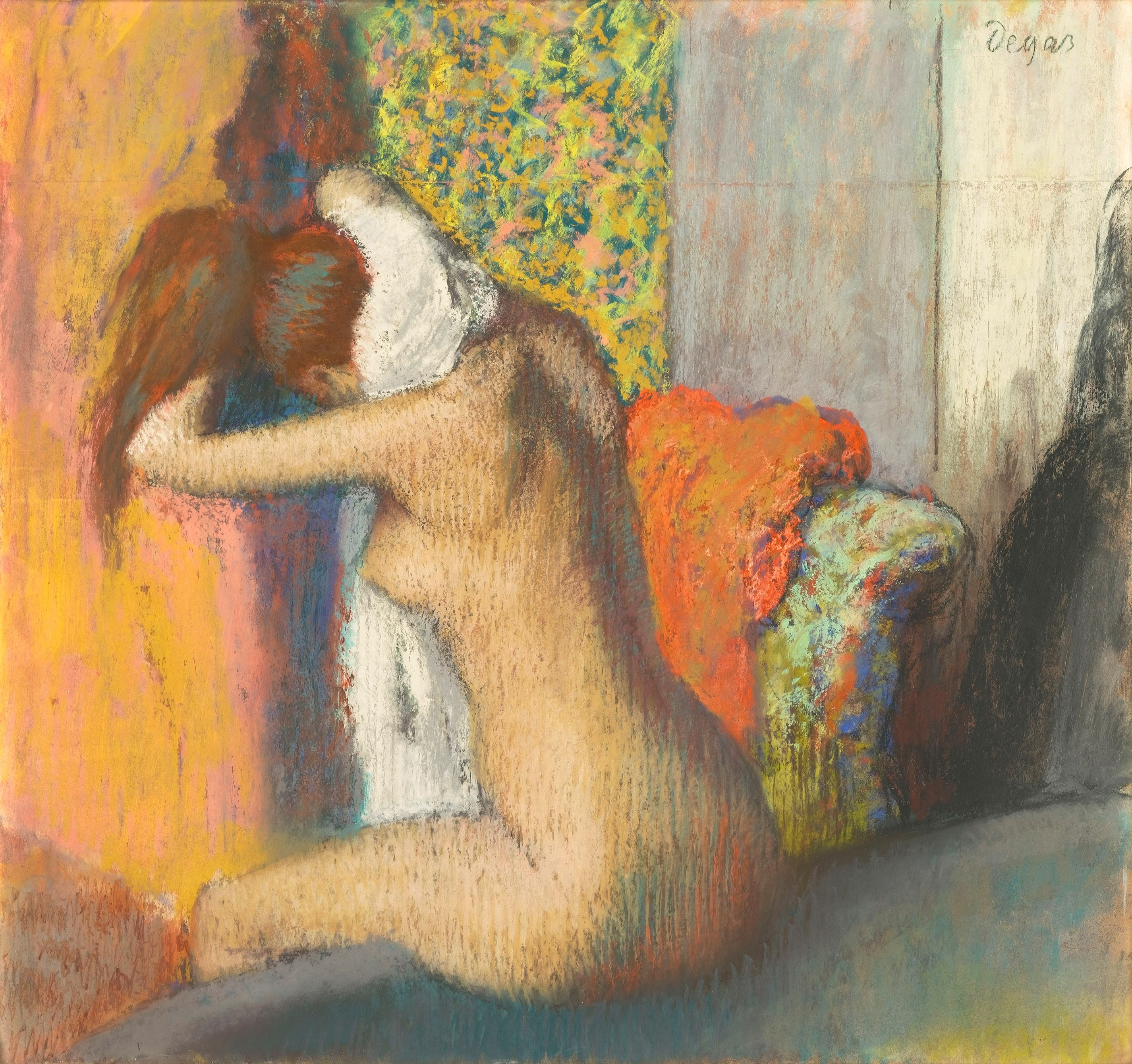
Après le bain, femme nue s'essuyant la nuque 1886, Pastel musée d'Orsay, Paris
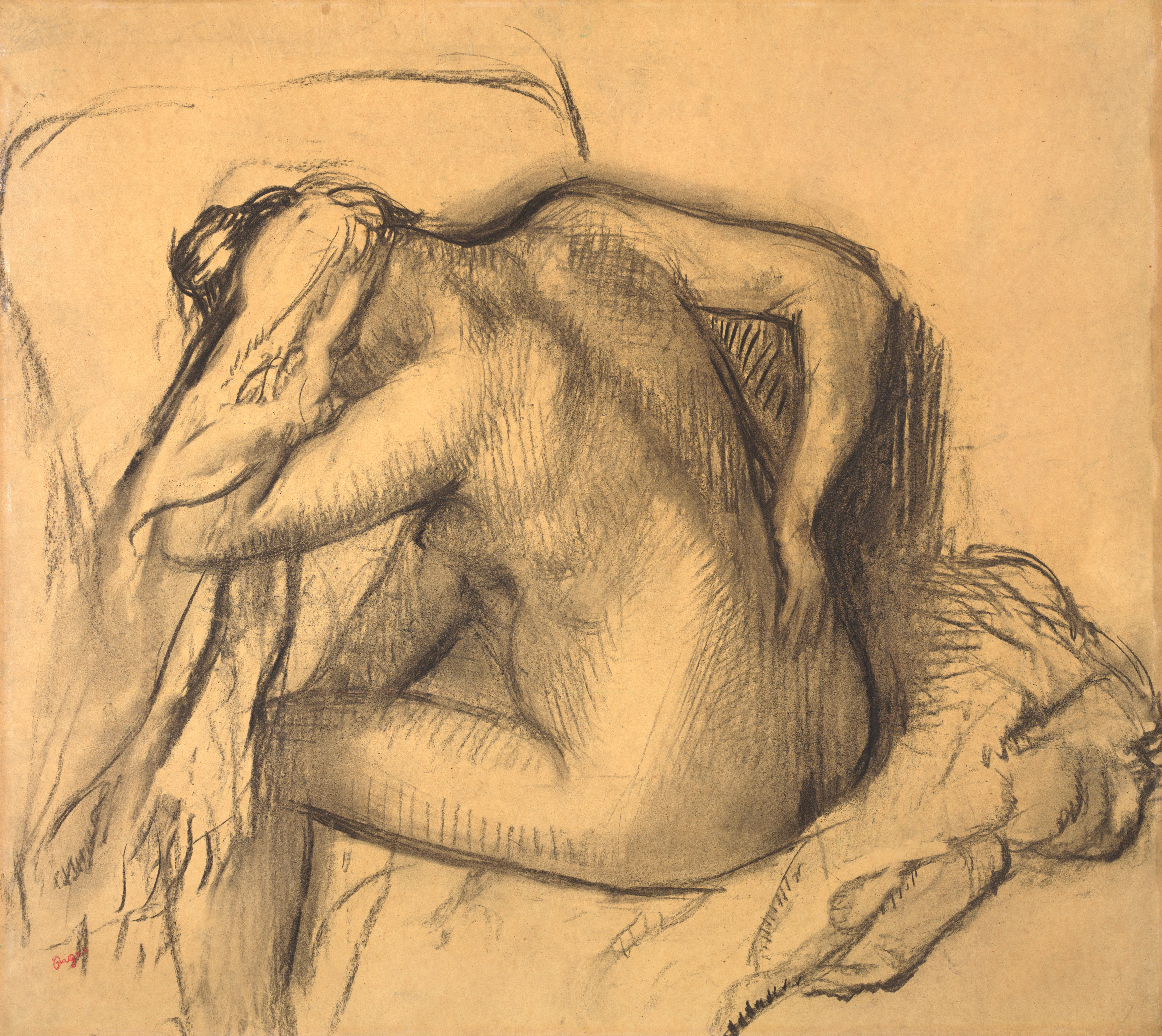
Après le bain, femme s'essuyant les cheveux fusain sur papier, vers 1895 Musée d'Art Kimbell, Fort Worth
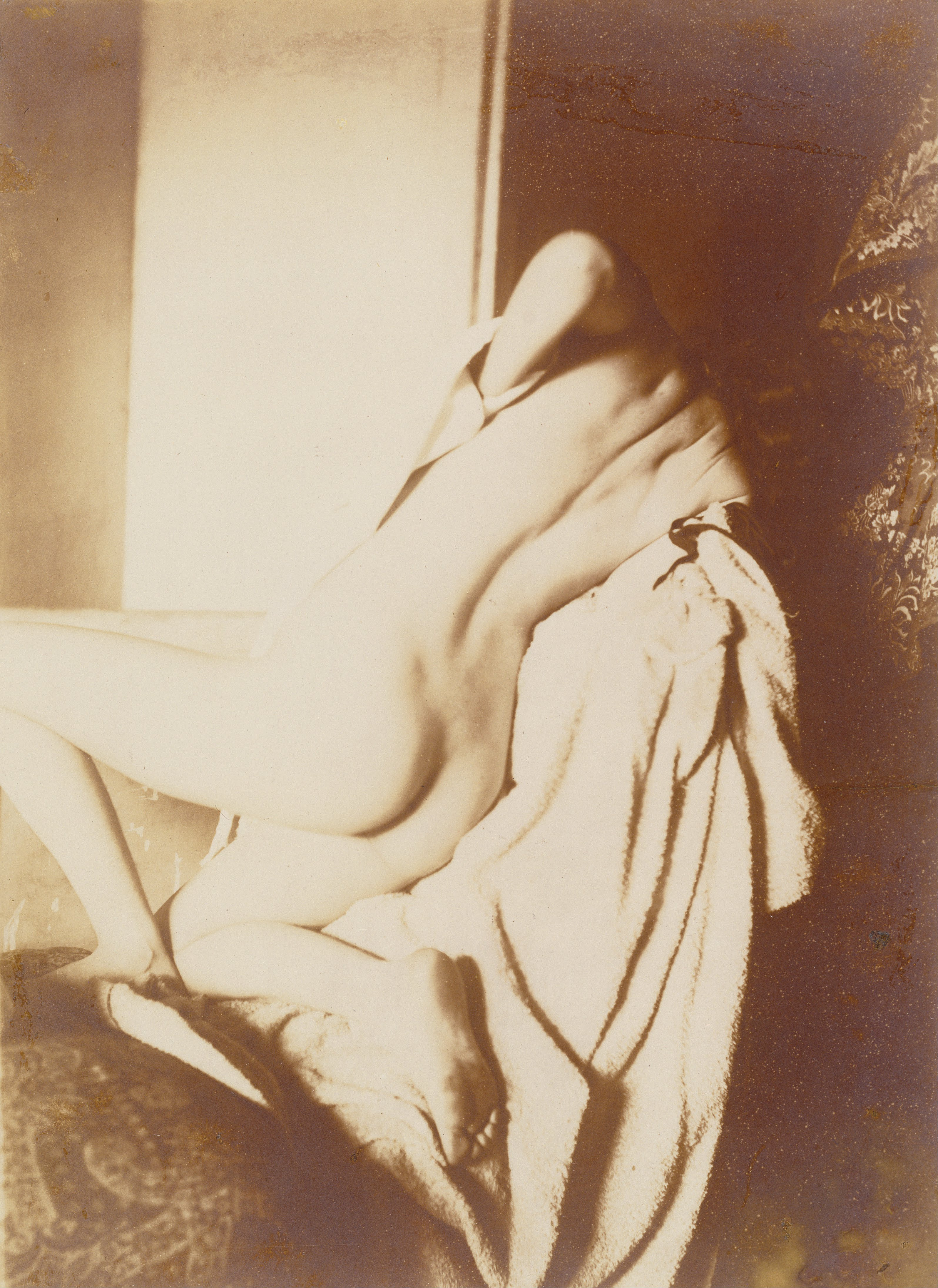
Après le bain, femme s'essuyant le dos, 1895 Tirage gélatino-argentique Getty Center
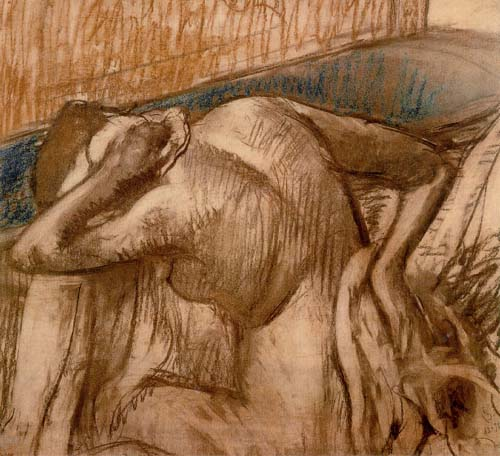
Femme à sa toilette pastel, 1902 Musée Botero, Bogota
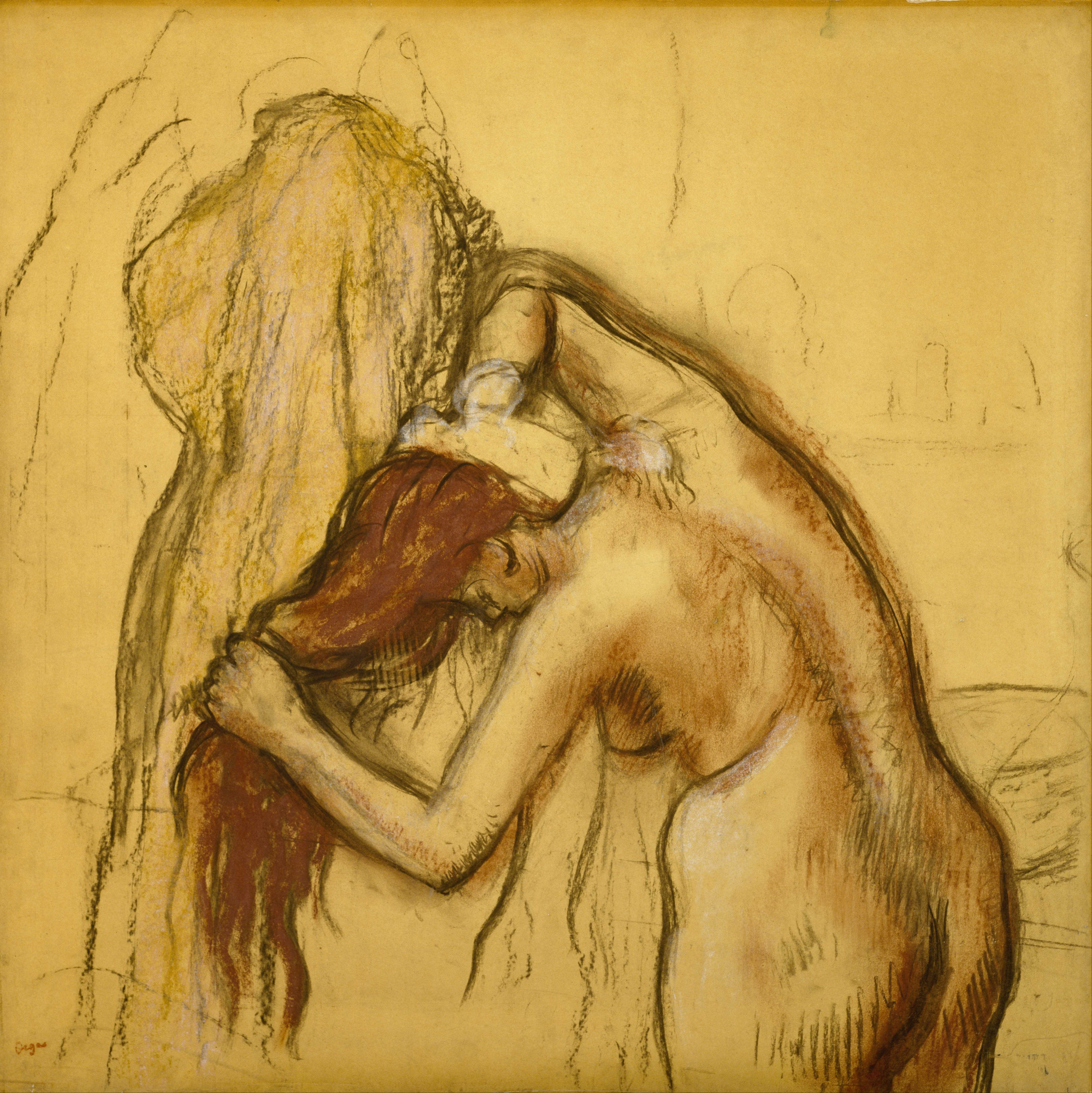
Femme s'essuyant fusain et pastel, vers 1905 Musée des Beaux-Arts de Houston
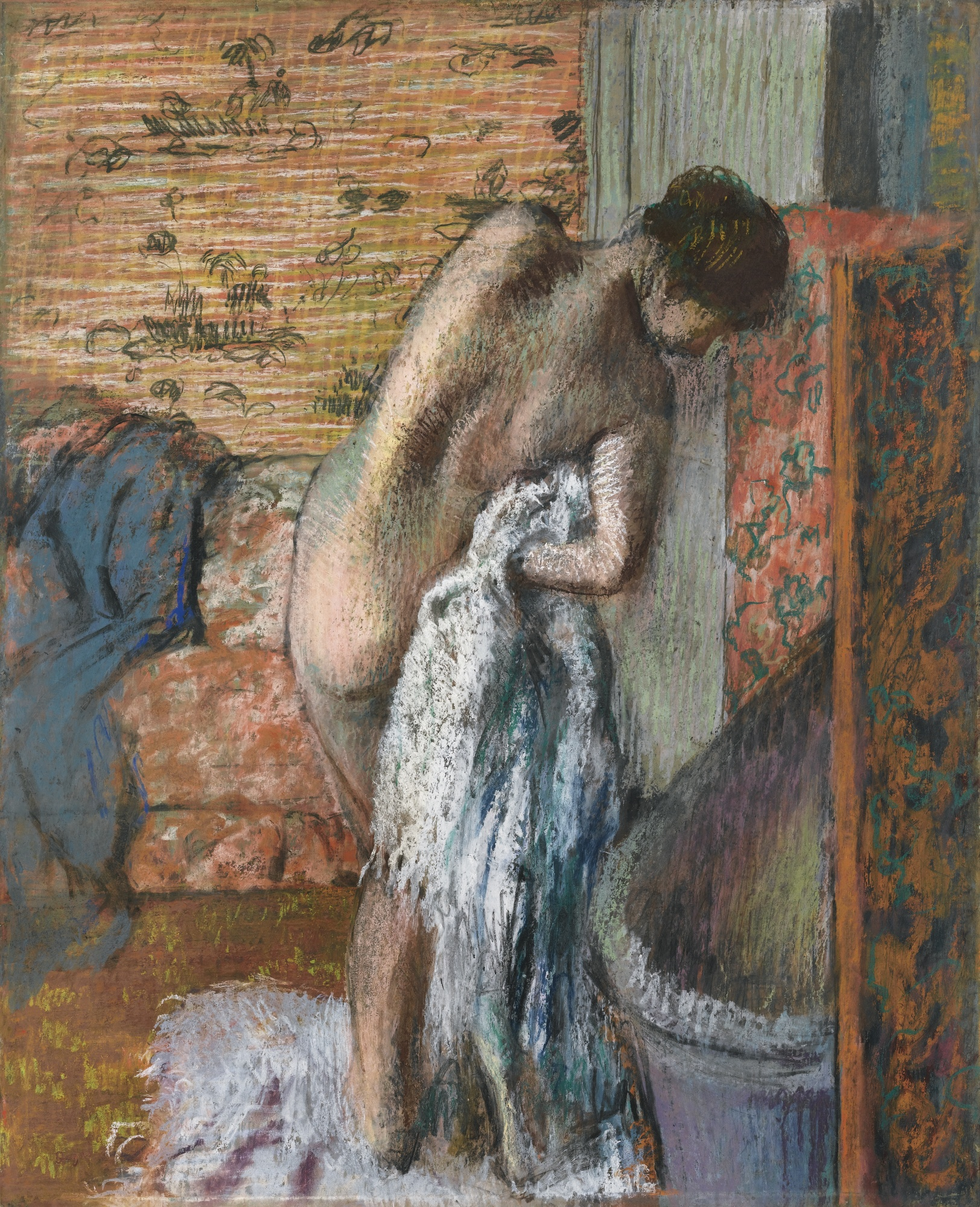
Après le bain, femme s'essuyant pastel sur papier Collection privée, Vente 2013

### Source de la traduction
- (en) Cet article est partiellement ou en totalité issu de l’article de Wikipédia en anglais intitulé « After the Bath, Woman Drying Herself » (voir la liste des auteurs).